# Gouriótissa
Gouriótissa (Gouriotissa) är en ort i Grekland.   Den ligger i prefekturen Nomós Aitolías kai Akarnanías och regionen Västra Grekland, i den centrala delen av landet, 230 km väster om huvudstaden Aten. Gouriótissa ligger 56 meter över havet och antalet invånare är 395. Den ligger vid sjön Límni Ozerós.
Terrängen runt Gouriótissa är kuperad åt nordväst, men åt sydost är den platt. Runt Gouriótissa är det ganska tätbefolkat, med 52 invånare per kvadratkilometer. Närmaste större samhälle är Agrínio, 16,1 km öster om Gouriótissa. 